# 1918年列支敦士登政變
1918年列支敦士登政變，又稱貝克政變，是一起由列支敦士登基督教社會人民黨黨魁威廉·貝克發起的事實上的政變。此政變迫使時任列支敦士登首相利奧波德·弗賴赫爾·馮·伊姆霍夫及其內閣辭職，並移交權力至馬丁·里特領導的臨時執行委員會，直至同年12月7日。

## 背景
自從1914年7月第一次世界大戰爆發後，列支敦士登公國對戰爭保持中立，但該國政府和大部分民眾都支持同盟國，尤其是自1852年和列支敦士登階成關稅同盟的奧匈帝國一方。然而，大部分的列支敦士登政府成員意想不到戰爭持續如此之久，以及該國在糧食或經濟上完全沒有做好任何應對戰爭的準備。此外，由於相信戰爭很快就會結束，列支敦士登沒有官方宣佈其中立地位，導致法國、俄羅斯和英國拘留了列支敦士登國民並沒收了他們的部分資產。這使得列支敦士登政府發表了各種聲明來宣佈該國的中立性和獨立性。

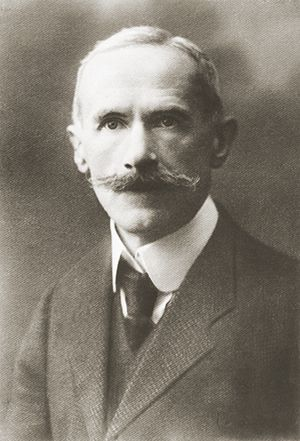
1914年4月起擔任列支敦士登首相的利奧波德·弗賴赫爾·馮·伊姆霍夫

列支敦士登需要依賴奧匈帝國的糧食供應，但自從1914年9月起，奧匈帝國給列支敦士登所提供的食品數量開始減少，並立即導致大量列支敦士登居民不再支持戰爭。此外，由於列支敦士登和奧匈帝國的緊密關係，另一個中立國瑞士收到了英國和法國的施壓，停止了對列支敦士登的食品提供。